# 6373 Стерн
6373 Стерн (6373 Stern) — астероїд головного поясу, відкритий 5 березня 1986 року.
Тіссеранів параметр щодо Юпітера — 3,349.